# Астравечки рејон
Астравечки рејон (блр. Астравецкі раён; рус. Островецкий район) административна је јединица другог нивоа на крајњем североистоку Гродњенске области у Републици Белорусији. 
Административни центар рејона је град Астравец.

## Географија
Астравечки рејон обухвата територију површине 1.568,77 км² и на 5. је месту по површини међу рејонима Гродњенске области. На северу и западу граничи се са Литванијом, на севроистоку су Паставски рејон Витепске области и Мјадзељски рејон Минске области. На југу се граничи са Смаргоњским и Ашмјанским рејонима Гродњенске области. 
Равничарским рељефом рејона доминирају реке Вилија, Ашмјанка и Лоша. 

## Историја
Рејон је успостављен 15. јануара 1940. првобитно као део Вилејске, а потом од 1944. и Маладзеченске области. У саставу Гродњенске области је од 1960. године. 
Рејон је на кратко укинут након што је 25. јануара 1962. његова територија подељена између суседног Ашмјанског и Смаргоњског рејона. Као посебна административна јединица поново је успостављен већ током јануара 1963. године. 

## Демографија
Према резултатима пописа из 2009. на том подручју стално је било насељено 24.266 становника или у просеку 15,47 ст/км².
| 1959.  | 1970.  | 1979.  | 1989.  | 1999.  | 2009.  |
| ------ | ------ | ------ | ------ | ------ | ------ |
| 41.071 | 36.000 | 32.301 | 29.833 | 29.485 | 24.266 |

Основу популације рејона чине Белоруси (86,67%), Пољаци (5,73%), Руси (3,47%), Литванци (2,65%) и остали (1,28%).
Административно, рејон је подељен на подручје града Астравеца који је административни центар рејона и на 5 сеоских општина. На територији рејона постоје укупно 402 насељена места.

## Привреда
Током децембра 2008. донета је одлука о градњи прве белоруске нуклеарне електране на подручју овог рејона. Радови на електрани почели су крајем 2011. на око 18 км од града Астравеца. Према пројектним плановима, први блок би требало да буде пуштен у рад током 2018, а други не пре 2020, док су планирани трошкови градње око 9 милијарди америчких долара. 
Планирана је градња два реактора типа ВВЕР-1200 (В-491) снаге до 1.200 МВт.